# Reynaldo Aimonetti
Reynaldo Silvio Aimonetti (n. Buenos Aires, Argentina, 5 de febrero de 1943) es un exfutbolista argentino. Apodado Chuchi, surgió de Boca Juniors y tuvo una destacada actuación en Ferro Carril Oeste, con el que logró un ascenso a Primera División.

## Carrera
Fue un jugador formado en la cantera del club de la rivera, debuta oficialmente el 4 de agosto de 1963 con la camiseta de Boca Juniors en el partido disputado en la bombonera frente a Atlanta con resultado final: 0-3
Juega en Boca Juniors de 1963 a 1964; en Villa Dalmine en la Primera B durante 1965; vuelve a Boca Juniors en 1966 donde disputa la copa Libertadores saliendo al campo en 13 oportunidades y conquistandos 2 goles terminando subcampeón al perder la final con el Santos de Brasil (Ese equipo de Boca Juniors fue el primer club finalista Argentino en la copa) posteriormente pasa a Ferro Carril Oeste (1967-71), Comunicaciones (1972) y Talleres (Remedios de Escalada) (1973-74) club de su retiro.
Su actuación más destacada la tuvo en Ferro, donde disputó 108 partidos y convirtió 33 goles. Originalmente, su arribo a Ferro fue a préstamo junto con el arquero, también de Dálmine, Osvaldo Mario Pérez.
Participa de los Juegos Panamericanos de 1963 jugando en la selección nacional argentina, convirtiendo dos goles en el triunfo frente a los Estados Unidos por 8 a 1 el 22 de abril de 1963.

## Clubes
| Club               | País      | Año       | Partidos jugados | Goles |
| ------------------ | --------- | --------- | ---------------- | ----- |
| Boca Juniors       | Argentina | 1963-1964 | 4                | 0     |
| Villa Dálmine      | Argentina | 1965      | 36               | 22    |
| Boca Juniors       | Argentina | 1966      | 15               | 3     |
| Ferro Carril Oeste | Argentina | 1967-1971 | 108              | 33    |
| Comunicaciones     | Argentina | 1972      | 29               | 6     |
| Talleres (RdE)     | Argentina | 1973-1974 | 59               | 6     |

## Selección nacional Argentina
| Selección | Competición                  | Año  | Partidos jugados | Goles |
| --------- | ---------------------------- | ---- | ---------------- | ----- |
| Argentina | Juegos Panamericanos de 1963 | 1963 | 1                | 2     |